# Governo do Estado do Amapá

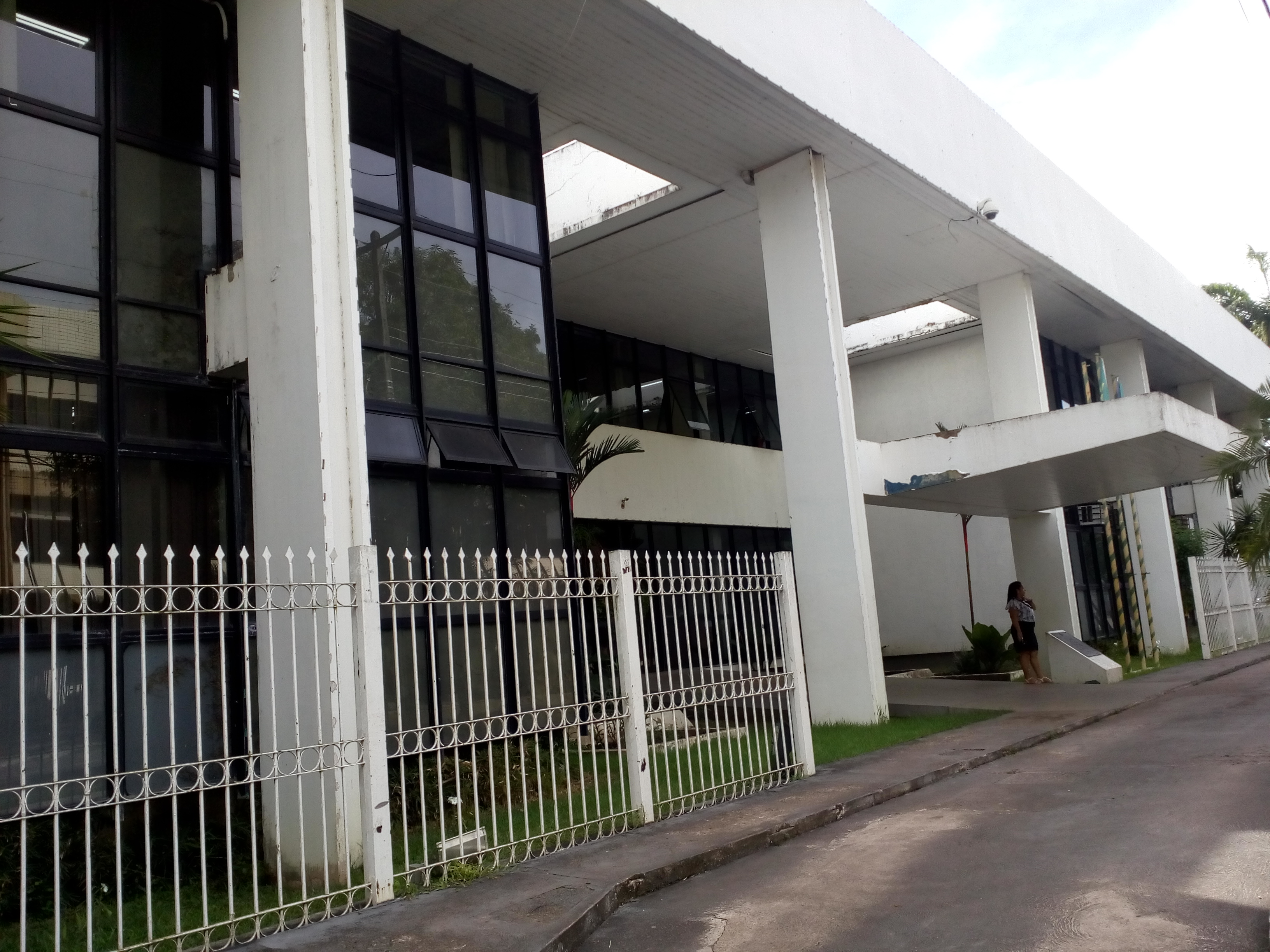

O Governo do Estado do Amapá (GEA) ou Poder Executivo amapaense é chefiado pelo governador do estado do Amapá, Brasil, que é eleito por sufrágio universal e voto direto e secreto pela população do estado para mandatos de 4 anos de duração, podendo ser reeleito para mais um mandato.
Sua sede atual é o Palácio do Setentrião, que desde 1976 é sede do governo amapaense e residência oficial do governador.
O estado do Amapá é composto e governado por três poderes: legislativo, representado pela Assembleia Legislativa do Amapá, executivo, representado pelo governador, e o judiciário, representado pelo Tribunal de Justiça do Estado do Amapá.  Segundo a Constituição do Amapá, os poderes do Estado são independentes e harmônicos entre si.

## Executivo

### Administração direta

#### Gabinete de Governo
- Governador: Clécio Luís (SD)
- Vice-governador: Antônio Teles Júnior (PDT)
- Chefe do Gabinete Civil: Richard Madureira Da Silva
- Chefe do Gabinete de Segurança Institucional (GSI): Cel. Elvis Murilo Lau De Azevedo

#### Secretarias de Estado
- Secretaria de Governo (SEGOV): Carlos Michel Miranda da Fonseca
- Secretaria da Administração (SEAD): Cinthya Noemia Mendes Gomes
- Secretaria da Ciência e Tecnologia (SETEC): Edivan Barros de Andrade
- Secretaria da Comunicação (SECOM): Ana Girlene Dias de Oliveira
- Secretaria da Cultura (SECULT): Clícia Vieira Di Miceli
- Secretaria da Educação (SEED): Sandra Casimiro
- Secretaria da Fazenda (SEFAZ): Jesus Vidal
- Secretaria da Infraestrutura (SEINF): David Covre
- Secretaria da Justiça e Segurança Pública (SEJUSP): José Lima Neto
- Secretaria da Saúde (SESA): Nair Mota Dias
- Secretaria de Assistência Social: Hugo Tibiriçá Paranhos Cunha
- Secretaria da Habitação: Mônica Cristina da Silva Dias
- Secretaria de Mineração: Jotávio Borges
- Secretaria de Políticas para Mulheres (SEPM): Adriana Stephanie Amoras Ramos
- Secretaria de Relações Internacionais e Comércio Exterior: vago
- Secretaria de Transporte (SETRAP): Marcos Alberto de Souza Jucá
- Secretaria de Transposição: Anne Marques
- Secretaria do Bem-Estar Animal: Laudenice Monteiro
- Secretaria do Desenvolvimento das Cidades (SDC): Bruno D’Almeida Gomes dos Santos
- Secretaria do Desenvolvimento Rural (SDR): Rafael Martins Teixeira
- Secretaria do Desporto e Lazer (SEDEL): Cibely Francely Costa Peixoto
- Secretaria do Meio Ambiente (SEMA): Taísa Mendonça
- Secretaria da Pesca: Raimundo Cordeiro
- Secretaria do Planejamento (SEPLAN): Lucas Abrahão
- Secretaria do Trabalho e Empreendedorismo (SETE): Ezequias Costa Ferreira
- Secretaria do Turismo (SETUR): Syntia Machado dos Santos Lamarão
- Secretaria de Mobilização Social e Participação Popular: Dejalma Espírito Santo
- Secretaria Extraordinária de Políticas para a Juventude (SEJUV): Priscila Dos Santos Magno
- Secretaria Extraordinária de Representação do Governo do Estado do Amapá em Brasília (SEAB): Asiel Araújo
- Secretaria Extraordinária dos Povos Indígenas (SEPI): Sônia Jeanjacque

### Administração indireta

#### Órgãos autônomos
- Controladoria Geral do Estado do Amapá (CGE-AP): Nair Mota Dias
- Departamento Estadual de Trânsito (DETRAN-AP): Rorinaldo Gonçalves
- Defensoria Pública do Estado do Amapá (DPE-AP): José Rodrigues Neto
- Corpo de Bombeiros Militar do Estado do Amapá (CBM-AP): Cel. Alexandre Veríssimo
- Polícia Militar do Estado do Amapá (PM-AP): Cel. Lielson da Costa Júnior

#### Autarquias
- Amapá Previdência (AMPREV): Jocildo Lemos
- Agência de Desenvolvimento Econômico do Amapá (Agência Amapá): Dr. Wandenberg Monte Negro de Vasconcelos Pitaluga
- Agência de Defesa e Inspeção Agropecuária do Amapá (DIAGRO): Álvaro Renato Cavalcante
- Escola de Administração Pública do Amapá (EAP): Diretora-presidente Julia Sousa Conde
- Rádio Difusora de Macapá: Secretária Ana Girlene Dias de Oliveira (da SECOM)
- Instituto de Administração Penitenciária do Amapá (IAPEN): Lucivaldo Costa
- Instituto de Desenvolvimento Rural do Amapá (RURAP): Jorge Rafael Barbosa Almeida
- Instituto de Terras do Amapá (Amapá Terras): Reneval Tupinambá
- Instituto de Pesos e Medidas do Estado do Amapá (IPEM): Diretora-presidente Creuzete Lobato de Almeida
- Instituto de Pesquisas Científicas e Tecnológicas do Estado do Amapá (IEPA): André Abdon
- Junta Comercial do Amapá (JUCAP): Alberto Alcolumbre
- Processamento de Dados do Amapá (PRODAP): Cirilo Simões Filho
- Instituto Hemoterapia e Hematologia do Amapá (HEMOAP): Eldren Silva Lage
- Centro de Reabilitação do Amapá (CREAP): Diretor-presidente Charles Marcelo Santana Rodrigues
- Laboratório Central de Saúde Pública do Amapá (LACEN)
- Sistema Integrado de Atendimento ao Cidadão (SIAC/SUPERFÁCIL): Renata Apóstolo Santana
- Superintendência de Vigilância em Saúde (SVS): Diretor-presidente Cássio Roberto Leonel Peterka
- Universidade do Estado do Amapá (UEAP): Reitora Dra. Kátia Paulino

#### Empresa Pública
- Agência de Fomento do Amapá (AFAP): Syntia Machado dos Santos Lamarão

#### Sociedades de Economia Mista
- Companhia de Água e Esgoto do Amapá (CAESA): Jorge Amanajás

#### Fundações
- Fundação Marabaixo: Josilana Santos
- Fundação Saúde: Gisela Cezimbra
- Fundação de Amparo à Pesquisa do Estado do Amapá (FAPEAP)
- Fundação da Criança e do Adolescente (FCRIA): Luís Eduardo Garcez Oliveira

## Legislativo
O Poder Legislativo do Amapá é unicameral, assim como os das demais unidades federativas brasileiras, constituído pela Assembleia Legislativa do Amapá (ALAP), sediada no Centro de Macapá, Zona Leste da capital. Ela é constituída por 24 deputados estaduais, que são eleitos a cada 4 anos.

### Mesa diretora
A atual mesa diretora tomou posse em 2 de fevereiro de 2023. Sua composição é a seguinte:
- Presidente: Alliny Serrão (UNIÃO)
- 1ª Secretária: Edna Auzier (PSD)
- 2º Secretário: Jesus Pontes (PDT)

Substitutos: 
- 1ª Vice-presidente: Jaime Perez (PTC)
- 2º Vice-presidente: Kaká Barbosa (PL)
- 3º Secretário: Dr. Victor Amoras (REDE)
- 4º Secretário: Liliane Abreu (PV)

### Lideranças
- Líder da situação: Pastor Oliveira (REP)
- Líder da oposição: R. Nelson (PL)

### Comissões
- Comissão da Criança, do Adolescente e da Assistência Social (CCA)
- Comissão de Administração Pública (CAP)
- Comissão de Agricultura e Abastecimento (CAB)
- Comissão de Constituição, Justiça, Redação e Cidadania (CCJ)
- Comissão de Direitos da Pessoa Humana, Questões de Gênero, Assuntos Indígenas, da Mulher, do Idoso, do Afro-brasileiro, da Cidadania e Defeso do Consumidor (CDH)
- Comissão de Educação, Cultura, Desporto, Ciência e Tecnologia (CEC)
- Comissão de Empreendedorismo (COEM)
- Comissão de Ética (CET)
- Comissão de Indústria, Comércio e Minas e Energia (CIC)
- Comissão de Orçamento e Finanças (COF)
- Comissão de Política Agrária (CPA)
- Comissão de Relações Exteriores e Defesa do Estado (CRE)
- Comissão de Saúde (CSA)
- Comissão de Segurança Pública (CSP)
- Comissão de Transporte e Obras Públicas (CTO)
- Comissão de Turismo (CTUR)
- Comissão Especial (CE)
- Comissão Meio Ambiente (CMA)
- Frente Parlamentar de Incentivo a Capacitação, Primeiro Emprego e Economia Solidária (FPICE)
- Frente Parlamentar em Defesa da Criança do Adolescente do Estado Amapá (FPDCA)
- Frente Parlamentar em Defesa do Cooperativismo (FPDC)
- Frente Parlamentar pela Prevenção da Violência contra a Mulher e Redução do Feminicídio no Estado do Amapá

### Controle externo
- Tribunal de Contas do Estado do Amapá (TCE-AP)

## Judiciário
A maior corte do Poder Judiciário amapaense é o Tribunal de Justiça do Estado do Amapá (TJAP), localizada no centro de Macapá.
- Presidente: Desemb. Jayme Ferreira
- Vice-presidente: Desemb. Carlos Tork
- Corregedor-geral de Justiça: Desemb. João Lages
- Diretor da Escola Judicial do Amapá (EJAP): Desemb. Rommel Araújo
- Ouvidor-geral do TJAP: Desemb. Adão Carvalho